# من أجل يوم أفضل (أغنية)
من أجل يوم أفضل هي أغنية سويدية من نوع موسيقى الرقص الإلكترونية، من كتابة وتلحين المغني أفيتشي ومن كتابة هذا الأخير رفقة المغني الأمريكي أيكس إيبرت. وقد قامت مجموعة يونيفرسال بتسجيل هذه الأغنية.
نٌشرت الأغنية في وقت لاحق من سنة 2014 على الإنترنت تحت مسمى بسيط كان «A better day»، في حين تم إنشاء موسيقى الفيديو لهذه الأغنية في دولة المجر.